# Hilde Fürstenberg
Hilde Fürstenberg (* 1. Februar 1902 in Bonn; † 30. Januar 2005 in Mölln) war eine deutsche Schriftstellerin, Verlegerin und Präsidentin der Knut-Hamsun-Gesellschaft.

## Biografie

### Frühe Jahre
Hilde Fürstenberg verlebte ihre Kindheit und Jugend auf dem Venusberg bei Bonn. Mit 16 Jahren veröffentlichte sie erste Gedichte, Märchen und Erzählungen. Durch die Krankheit und den frühen Tod der Mutter musste sie schon früh auch Familienaufgaben übernehmen. Sie hatte eine Schwester und 2 Brüder. Mit 19 Jahren verließ sie ihr Elternhaus, war zeitweilig Gasthörerin an den Universitäten Bonn und München. Sie interessierte sich für Literatur- und Kunstgeschichte, arbeitete als Gärtnerin, Telefonistin, Zeichnerin, Gemeindehelferin und Landarbeiterin. Fürstenberg war mit Essays, Buch- und Theaterkritiken und Erzählungen ständige Mitarbeiterin bei Tageszeitungen und Zeitschriften.
Ihre erste Ehe wurde geschieden. 1927 kam sie durch die Heirat mit Asmus Fürstenberg nach Schleswig-Holstein. Sie studierte und schrieb über Geschichte und Literatur des Landes und des skandinavischen Nordens. Ihre erste Buchveröffentlichung erfolgte 1932.

### Zeit des Nationalsozialismus
1928 wurde ihre Tochter Gisela Elisabeth geboren. Die Familie lebte etliche Jahre in Prisdorf in der Nähe von Hamburg. Nach der Machtergreifung der Nationalsozialisten flohen sie in die Haseldorfer Marsch, da Asmus Fürstenberg, als ein entschiedener Gegner des Nationalsozialismus ständig vor den Ortsgruppenleitern der NSDAP auf der Hut sein musste. Der Hintergrund war, dass Asmus Fürstenberg im März 1920 an der Niederschlagung des Kapp-Putsches beteiligt gewesen war und zum Freikorps Schleswig-Holstein gehört hatte, das nach eigenen Unruhebekämpfungen in Berlin und Hamburg in die hamburgische Polizei übernommen wurde. Außerdem war Asmus Fürstenberg von den Nationalsozialisten aus seinem Amt in einem Hamburger Institut entlassen worden. Die Familie führte einige Jahre ein armseliges Leben. Hilde Fürstenberg sagte selbst über diese Zeit: „Wir waren arm wie Hirten, und lebten in beständiger Angst, aber wir überlebten.“
Nach dem Krieg wurde Asmus Fürstenberg zunächst Polizeichef in Altona und dann Inspekteur der Polizei des Landes Schleswig-Holstein. Er war der Schöpfer des ersten Polizeigesetzes unter der Militärregierung.
Das Hauptwerk Hilde Fürstenbergs, die Roman-Trilogie „Alle Tage vergehen“, „Sie ziehen über Straßen“ und „Herr behalte ihnen diese Sünde nicht“ beschreibt, wenn auch ästhetisch verfremdet, die abenteuerlichen Wege ihres Lebens.
Doch zunächst übersiedelt die Familie Ende der dreißiger Jahre nach Bremerhaven, wo sie bis 1941 bleibt. Getrieben durch die Bombardierung Bremerhavens sucht Hilde Fürstenberg, deren Mann jetzt im Feld ist, jedoch für sich und die Familie ein Refugium, das sie in dem südlich von Cuxhaven zwischen Wald und Heide nahe der Nordsee gelegenen Dorf Berensch auch findet. Mit der ihr eigenen Energie und Willenskraft ersteht Hilde Fürstenberg in diesem Dorf einen heruntergekommenen Bauernhof und baut ihn mitten im allgemeinen Chaos von Zerstörung und Verzweiflung zu einem Ort der Ruhe für ihre Familie und viele Freunde aus. Die Bewohner des Dorfes helfen ihr dabei, auch wenn sie es ein wenig skeptisch sehen, dass sich ein Stadtmensch ein Stück weit in bäuerliches Leben versuchen will. Hilde Fürstenberg hat diese Zeit in ihrem Buch „Das Glück von Deichsende“ sehr anschaulich beschrieben und es ist erkennbar, dass diese Zeit auch beeinflusst ist durch das geistige Erbe Knut Hamsuns, der in den zwanziger Jahren besonders die Deutschen mit seinem Roman „Segen der Erde“ begeistert hatte. Jedoch die Wertschätzung für Knut Hamsun und sein Werk reichte weiter und länger zurück. Darüber findet sich viel in den Unterlagen von Hilde Fürstenberg und in der Zeitschrift „Die Waldhütte“ dem Mitteilungsblatt der Knut-Hamsun-Gesellschaft.
Während des Krieges entstehen in dem Dorf Berensch viele Geschichten, Gedichte und Erzählungen. Der zweite Roman erscheint: „Das fremde Mädchen“.

### Nach dem Krieg
Bedingt durch die berufliche Situation des Ehemannes, musste das Haus in Berensch nach dem Krieg wieder verlassen werden. Es erfolgte der Umzug nach Eckernförde in Schleswig-Holstein. Von 1948 bis 1958 war das Schloss Carlshöhe nahe Eckernförde der Dienstwohnsitz von Asmus Fürstenberg und die Wirkungsstätte von Hilde Fürstenberg. Am 27. November 1955 fand auf Schloss Carlshöhe eine Festveranstaltung statt mit Marie Hamsun und ihren Söhnen Tore und Arild als Gäste zur Gründung der Knut-Hamsun-Gesellschaft. Erster Präsident war Ernst Rowohlt, der Verleger, der der Gesellschaft bis zu seinem Tode vorstand. Danach übernahm Hilde Fürstenberg das Amt als Präsidentin und führte die Gesellschaft bis zum Ende der 1970er Jahre, als sie aus Altersgründen aufgeben musste. Diese Gesellschaft hatte das Ziel, das materielle und geistige Erbe des Dichters Knut Hamsun zu bewahren und zu verbreiten.
Knut Hamsun war während des Krieges wegen seiner Deutschfreundlichkeit bei den Norwegern in Ungnade gefallen und die Unterstützung seines Werkes muss man in den fünfziger Jahren und noch lange danach als einen mutigen und couragierten Einsatz bezeichnen, der initiiert worden war von Hilde Fürstenberg. Aber auch viele Freunde des großen Norwegers unterstützten ihn. Einen Einblick in die Komplexität der Angelegenheit gibt das Buch „Der Hamsun-Prozeß“, das 1979 von dem Dänen Thorkild Hansen herausgegeben worden ist.
Nach dem Ende der Dienstzeit von Asmus Fürstenberg musste der Wohnsitz in Eckernförde aufgegeben werden und es erfolgte der Umzug zunächst nach Lübeck und ein Jahr später nach Mölln in Lauenburg.

### Intensivere Beschäftigung mit Knut Hamsun
Im Rahmen des Engagements für Knut Hamsun und die Hamsun-Gesellschaft unternahm Hilde Fürstenberg etliche Norwegenreisen. Sie pflegte den Kontakt zur Familie Hamsun und versuchte die Orte aufzuspüren, an denen Hamsun seine Bücher geschrieben oder vor allem mit seiner zweiten Frau, Marie Hamsun, gelebt hatte. Sie schrieb darüber viele Berichte und Essays. So gibt es einen Band „Die Frauengestalten im Werk und Leben Hamsuns“ von Hilde Fürstenberg oder „Norwegenfahrt auf Knut Hamsuns Spuren“ von 1956 oder die Schrift „Geliebtes Norwegen“ von 1968. Aber auch die politische Dimension in Hamsuns Leben sprach sie an, etwa in dem Vortrag „Die große Veränderung und die ungeheure Verlassenheit“ oder „Knut Hamsun im Zerrungsfeld politischer Leidenschaften“. Dabei verhehlte sie aber nie, dass es ihr in erster Linie immer um die Menschen ging.
Das meiste erschien in dem Verlag „Die Waldhütte“, der eigens gegründet worden war, um auch das Mitteilungsblatt der Knut-Hamsun-Gesellschaft „Die Waldhütte“ herauszugeben, das vierteljährlich erschien und in dem sich viele Autoren mit dem Werk und Leben Knut Hamsuns über die Jahre auseinandersetzten. Auch die Hamsun-Forschung wurde mit einbezogen, und natürlich zeigte „Die Waldhütte“ auch die Veränderungen in der Stimmung und der Einschätzung des Werkes von Hamsun.
Hilde Fürstenberg war unermüdlich für den von ihr so sehr geschätzten Dichter und sein Werk tätig und für eine Wiederversöhnung der Norweger und der Deutschen. So unternahm sie viele Reisen, auch ins Ausland, um aus Hamsuns Werken vorzutragen und in Norwegen sprach sie in deutscher Sprache in norwegischen Schulen von Oslo bis Kirkenes. Im Jahre 1977 wurde das von ihr und vielen Freunden, auch mit Unterstützung der Familie Hamsun, zusammengetragene Hamsun-Archiv, von Hilde Fürstenberg und ihrem Mann Asmus Fürstenberg in Hamaröy übergeben. Einem Ort, an dem Hamsun wesentliche Jahre seiner Kindheit und Jugend verbracht hatte.

### Letzte Jahre
Im Alter wurde Hilde Fürstenberg von einem schweren Schicksalsschlag getroffen. Im Jahre 1978 starb unerwartet ihre Tochter Gisela Elisabeth und ein halbes Jahr später ihr Mann. Es war die Arbeit, die ihr über die schwerste Zeit hinweg half und die große Vitalität, die zu ihrem Wesen gehörte. Hilde Fürstenberg verstarb am 30. Januar 2005, zwei Tage vor ihrem 103. Geburtstag, in Mölln im Haus „Waldhütte“, in dem sie bis zuletzt gelebt hatte.

## Auszeichnungen
- Für ihre Arbeit in der Knut-Hamsun-Gesellschaft erhielt Hilde Fürstenberg im Jahre 1974 den Dr. Joseph-E.-Drexel-Preis.
- Für ihre eigene schriftstellerische Arbeit erhielt sie im Jahre 1981 den Kulturpreis des Herzogtums Lauenburg.

## Werke
Hilde Fürstenberg schrieb Gedichte, Märchen, Erzählungen, Kurzgeschichten, Essays und Aphorismen. 

Die Gesamtauflage der Titel von 1914 bis 1982 betrug etwa 130 Millionen in Deutschland, Österreich, Holland, Frankreich, Norwegen, Nord- und Südamerika, in der Südafrikanischen Union, den Balkanländern, Polen und in der Schweiz.

### Bücher
Hauptwerk Romantrilogie
- 1. Band: „Alle Tage vergehen“, 1980 Verlag Hans Richarz, St. Augustin
- 2. Band: „Sie ziehen über Straßen“, 1981 Verlag Hans Richarz, St. Augustin, 1983 Verlag Die Waldhütte, Mölln i. Lauenburg
- 3. Band: „Herr behalte ihnen diese Sünde nicht“, 1984 Verlag Die Waldhütte, Mölln i. Lauenburg

Weitere Bücher
- „Das Glück von Deichsende / Berenscher Tagebuch“, 1979/1980/1991 Verlag Die Waldhütte, Mölln i. Lauenburg
- „Das Fremde Mädchen“, Roman, 1942 Franz Schneider Verlag, Berlin, 1954 Horst Andel Verlag, Wiesbaden, 1976 Hartfried Voss Verlag, Ebenhausen, 1980 Hans Richarz Verlag, St. Augustin
- „Das Mädchen Corry, Kleiner Roman für junge Menschen“, 1949 Franz Schneider Verlag, Berlin
- „Norwegenfahrt, Zum 100. Geburtstag Knut Hamsuns“, 1959 Verlag Clausen und Bosse, Leck/Schleswig
- „Heimat und Weltgeist, Jahrbuch der Knut Hamsun-Gesellschaft e.V.“, 1960 Verlag Clausen und Bosse, Leck/Schleswig, 1967 Leufgens Verlag Stolberg / Rheinland
- „Anders wird die Welt mit jedem Schritt, Gedichte im Stile der japanischen Haiku“,1967 Verlag Die Waldhütte, Mölln i. Lauenburg
- „Unter der Rose, Liebesgedichte“, 1968 Verlag Die Waldhütte, Mölln i. Lauenburg
- „So glüht der Herbst“, Gedichte, 1969 Verlag Die Waldhütte, Mölln i. Lauenburg
- „Unter dem Kastanienbaum, Erinnerungen an eine Kindheit am Rhein“, 1970/1978 Verlag Die Waldhütte, Mölln i. Lauenburg
- „Die Frauengestalten in Werk und Leben Knut Hamsuns“, 1971 Verlag Die Waldhütte, Mölln i. Lauenburg
- „Menschen und Landschaften in Norwegen“, Gedichte und Erzählungen, 1971 Verlag Die Waldhütte, Mölln i. Lauenburg
- „Der Veilchenstrauss“, Erzählungen, 1974 Hartfried Voss Verlag, Ebenhausen, 1980 Verlag Hans Richarz, St. Augustin
- „Netz über Sterne geworfen“, Begegnungen und Betrachtungen, 1975/1976/1977 Verlag Die Waldhütte, Mölln i. Lauenburg
- „Vergesst die Rosen“, Weihnachtsgedichte und Erzählungen, 1976 Verlag Die Waldhütte, Mölln i. Lauenburg
- „Wunderliches Herz der Liebenden“, Erzählungen, Herausgegeben von Jan Herchernröder, 1976 Verlag Die Waldhütte, Mölln i. Lauenburg
- „Unvergessliche Begegnung, Dichtergestalten“, 1976 Hartfried Voss Verlag, Ebenhausen
- „Märzveilchen“, Gedichte, 1977 Verlag Die Waldhütte, Mölln i. Lauenburg
- „Ernste und heitere Welt, Miniaturen aus dem Alltag“, 1977 Verlag Die Waldhütte, Mölln i. Lauenburg
- „Engel des Abgrunds“, Gedichte, 1978 Verlag Die Waldhütte Mölln i. Lauenburg
- „Weihnachten“, Gedichte und Erzählungen, 1978 Verlag Die Waldhütte, Mölln i. Lauenburg
- „Beim tiefsten Stillesein“, Gedichte, 1979 Verlag Die Waldhütte Mölln i. Lauenburg
- „Wohl ist es Herbst“, Gedichte und Erzählungen, 1980 Verlag Die Waldhütte, Mölln i. Lauenburg
- „Wie feierlich die Gegend Schweigt“, Gedichte und Erzählungen zu Winter und Weihnachten, 1980 Verlag Die Waldhütte, Mölln i. Lbg.
- „AVE MARIA“, Weihnachtsbuch, 1980 Verlag Hans Richarz, St. Augustin
- „Menschen am Meer“, Gedichte und Erzählungen, 1981 Verlag Die Waldhütte, Mölln i. Lbg.
- „Rosen auf den Weg gestreut“, Gedichte und Erzählungen, 1981 Verlag Die Waldhütte, Mölln i. Lbg.
- „So weit im Leben, Elisabeths Briefe“, 1981 Verlag Die Waldhütte, Mölln i. Lbg.
- „Am Weg entlang“, Gedichte und Erzählungen aus einem stillen Dorf am Rande der See, 1981 Verlag Die Waldhütte, Mölln i. Lbg.
- „Geschichten aus einer Muschel“, Erzählungen 1981 Verlag Hans Richarz, St. Augustin
- „Durch Moor und Heide“, Gedichte und Erzählungen, 1981 Verlag Die Waldhütte, Mölln i. Lbg.
- „Erinnern sucht mich heim, Begegnungen und Betrachtungen“, 1981 Verlag Die Waldhütte, Mölln i. Lbg.
- „Unvergessene Tage, Wanderungen“, 1981 Verlag Die Waldhütte, Mölln i. Lbg.
- „Ich komme vom Gebirge her“, Gedichte und Erzählungen, 1981 Verlag Die Waldhütte, Mölln i. Lbg.
- „Willkomm und Abschied, Seltsame Liebesgeschichten“, 1981 Verlag Die Waldhütte, Mölln i. Lbg.
- „Wirf Dein Herz in die Flamme, Berühmte Liebesgedichte“, 1982 Verlag Die Waldhütte, Mölln i. Lbg.
- „Des Singens Zeit ist gekommen“, Frühlingsgedichte, 1982 Verlag Die Waldhütte, Mölln i. Lbg.